# 大菱形筋
大菱形筋（だいりょうけいきん、英語: rhomboid major muscle）は、菱形筋のうち、第1～第4胸椎の棘突起を起始とし、外下方に斜走して肩甲骨内側縁に付着する。
肩甲骨を上内方へと引く作用がある。また、肩甲骨の下方回旋を行う。肩甲背神経の支配を受ける。